# Rated R (álbum de Queens of the Stone Age)
Rated R,  também conhecido como R ou Restricted, é o segundo álbum de estúdio da banda Queens of the Stone Age, lançado em 2000 pela Interscope Records.
O álbum contém participações de Rob Halford (Judas Priest) e as primeiras aparições de Mark Lanegan, ex-vocalista do Screaming Trees e que mais tarde se juntaria a banda, e de Nick Oliveri (Mondo Generator). A sonoridade do álbum é mais suave e experimental do que seu antecessor.
Originalmente, o nome do álbum era II, mas mudou no último minuto. O álbum gerou críticas variadas em várias publicações musicais pelo mundo. As músicas "Feel Good Hit of the Summer", "The Lost Art of Keeping a Secret" e "Monsters In The Parasol" ganharam videoclipes.

## Antecedentes
A faixa "Monsters in the Parasol" vem na verdade das The Desert Sessions, volume 3 & 4, onde foi lançada com o nome "Monster in the Parasol". "Tension Head" é uma regravação da faixa "13th Floor" do álbum Cocaine Rodeo, do Mondo Generator.

## Produção

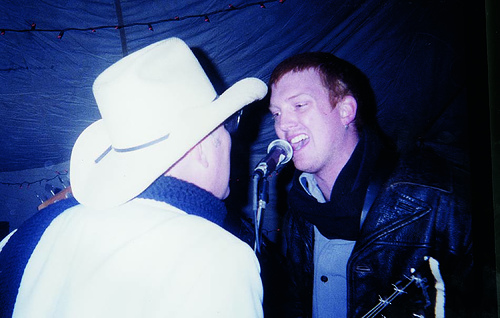
Josh Homme e Dave Catching compondo no Rancho de la Luna as músicas que estariam no álbum Rated R.

### Gravação
Em Dezembro de 1999, os membros da banda entraram no estúdio B do Sound City em Van Nuys, Califórnia, com o produtor Chris Goss, retomando a parceria dos tempos de Kyuss.
Rob Halford, vocalista do Judas Priest, que estava gravando no estúdio A, foi chamado para participar na canção "Feel Good Hit of the Summer" por Goss.
As sessões acabaram em Maio do ano seguinte. Na pós-produção, várias canções foram consideradas para inclusão no álbum, das quais somente 11 acabaram na versão final.

### Música
Diferente de Queens of the Stone Age, Rated R marca o abandono da orientação de canções formadas por um riff que Josh Homme mantinha em seus trabalhos até o primeiro álbum do QotSA.
A maior parte do material de Rated R foi composto durante a estadia de uma semana em Joshua Tree.

## Lançamento

### Título
Há uma certa confusão quanto ao nome do álbum, já que no CD se lê "Queens of the Stone Age Feel Good Hit of the Summer". A versão em cassete está rotulada como "RESTRICTED" e a All Music Guide se refere a ele como R. Entretanto, a página oficial da banda (assim como a Rolling Stone) nomeia o álbum como Rated R. Na capa se lê "R - restricted to everyone, everywhere, all of the time" (onde o "R" é substituído pelo símbolo da MPAA para uma classificação de filme R).

### Rated X
A versão em vinil do álbum é chamada Rated X e inclui arte de capa diferente. O próprio Homme não ficou satisfeito com a arte final para Rated X. Devido à insistência da gravadora, ele teve que remover imagens desenhadas à mão de pênis que ele originalmente havia intenção de colocar. A parte interna inclui imagens pornográficas, por isso o "X" do título. A capa para Rated X é similar a arte de Rated R, tendo somente um fundo vermelho ao invés de azul, um símbolo de censura "X" ao invés do "R", e sem o escrito "restricted". Rated X contém a faixa-bônus "Ode to Clarissa" como 12ª a faixa.

## Recepção
| Críticas profissionais | Críticas profissionais |
| Avaliações da crítica  | Avaliações da crítica  |
| Fonte                  | Avaliação              |
| ---------------------- | ---------------------- |
| allmusic               | [ 4 ]                  |
| Playlouder             | (Positivo)             |
| Rolling Stone          | [ 6 ]                  |
| Stylus Magazine        | (B-)                   |
| The Guardian           | [ 8 ]                  |
| NME                    | 9/10                   |

Rated R recebeu muitas críticas boas. Foi o álbum do ano 2000 da Metal Hammer e da NME. Rated R foi certificado disco de prata no Reino Unido em 16 de Fevereiro de 2001 com vendas excedendo 60.000 cópias.

## Faixas
Todas as faixas por Josh Homme e Nick Oliveri, exceto onde indicado.
| N.º            | Título                                  | Duração |  |
| 1.             | "Feel Good Hit of the Summer"           | 2:43    |  |
| 2.             | "The Lost Art of Keeping a Secret"      | 3:36    |  |
| 3.             | "Leg of Lamb"                           | 2:48    |  |
| 4.             | "Auto Pilot"                            | 4:01    |  |
| 5.             | "Better Living Through Chemistry"       | 5:49    |  |
| 6.             | "Monsters in the Parasol (Homme/Lalli)" | 3:27    |  |
| 7.             | "Quick and to the Pointless"            | 1:42    |  |
| 8.             | "In the Fade (Homme/Lanegan)"           | 2:52    |  |
| 9.             | "Tension Head"                          | 2:52    |  |
| 10.            | "Lightning Song"                        | 2:07    |  |
| 11.            | "I Think I Lost My Headache"            | 8:40    |  |
| Duração total: | Duração total:                          | 42:10   |  |

### Outtakes
- "Ode To Clarissa": encontrada na versão japonesa do álbum e no single de "The Lost Art of Keeping a Secret"
- "Infinity": gravada para a trilha sonora de Heavy Metal 2000[11] e posteriormente refeita e lançada como faixa-bônus de Lullabies to Paralyze.
- "Born to Hula": regravação da música presente em Kyuss/Queens of the Stone Age, lançada no single de "The Lost Art of Keeping a Secret".
- "You're So Vague": paródia de "You're So Vain"de Carly Simon, presente no single de Feel Good Hit of the Summer.
- "Who'll Be The Next In Line": releitura de The Kinks, presente no single de Feel Good Hit of the Summer.
- "Wake Up Screaming": releitura de The Subhumans, presente no single de Feel Good Hit of the Summer.
- "Never Say Never": releitura de Romeo Void, presente no single de Feel Good Hit of the Summer e na trilha sonora do filme Justiceiro.

## Participações

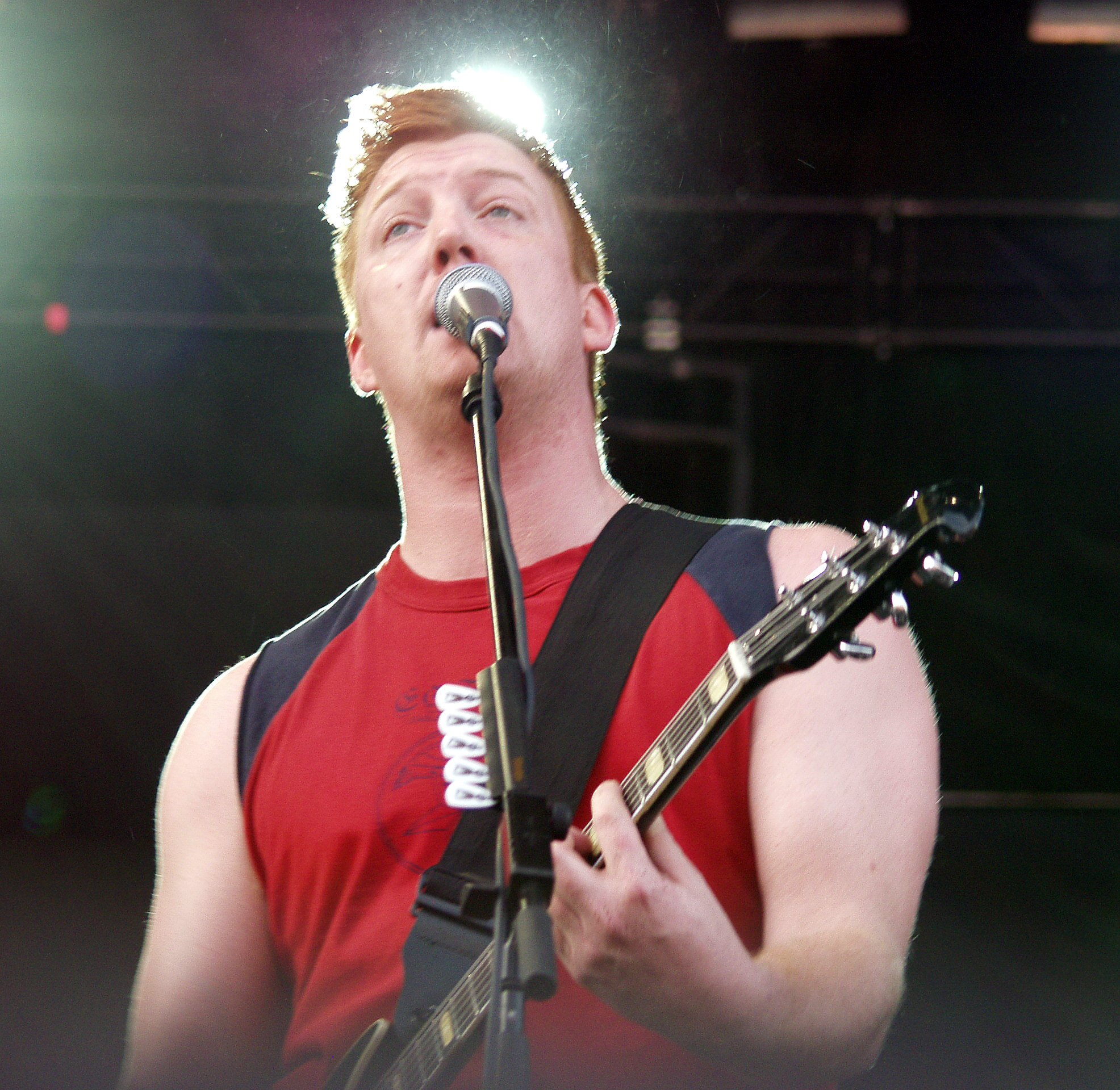
Josh Homme, guitarrista e vocalista da banda.

Informações retiradas do sítio TheFade.net.

### Banda
- Josh Homme - guitarra; vocal; bateria em "Auto Pilot"; percussão em "Leg of Lamb" e "In The Fade"; vocal de apoio em "Auto Pilot", "In The Fade", "Ode to Clarissa" e "Who'll Be The Next In Line"; e piano em "Lightning Song"
- Nick Oliveri - baixo; vocal em "Auto Pilot", "Quick and to the Pointless", "Tension Head", "Ode to Clarissa" e "Who'll Be The Next In Line"; vocal de apoio; guitarra em "Auto Pilot"; percussão em "In The Fade"; guitarra barítona em "Never Say Never" e trombone em "Never Say Never"
- Gene Trautmann - bateria em "Feel Good Hit of the Summer", "Monsters In The Parasol", "Quick and to the Pointless", "Tension Head", "Ode to Clarissa", "You're So Vague", "Who'll Be The Next In Line", "Never Say Never" e "Born to Hula"
- Nick Lucero - bateria em "The Lost Art of Keeping a Secret", "Leg of Lamb", "Better Living Through Chemistry", "In The Fade", "I Think I Lost My Headache"; e percussão em "Leg of Lamb" e "Auto Pilot"

### Participações
- Mark Lanegan - vocal em "In The Fade" e vocal de apoio em "Auto Pilot" e "I Think I Lost My Headache"
- Chris Goss - baixo em "Auto Pilot"; percussão em "Feel Good Hit of the Summer"; vocal de apoio em "Auto Pilot", "Better Living Through Chemistry", "Monsters In The Parasol"; e piano em "The Lost Art of Keeping a Secret" e "Feel Good Hit of the Summer"
- Dave Catching - guitarra em "Monsters In The Parasol", "Quick and to the Pointless", "Ode to Clarissa" e "You're So Vague"; piano em "Better Living Through Chemistry", "The Lost Art of Keeping a Secret", "In The Fade" e "Feel Good Hit of the Summer"; viola em "Lightning Song"; lap steel em "Feel Good Hit of the Summer" e "I Think I Lost My Headache"; e teclado em "Born to Hula"
- Scott Mayo - trombone em "I Think I Lost My Headache" e saxofone barítono em "The Lost Art of Keeping a Secret"
- Barrett Martin - bateria em "I Think I Lost My Headache" e percussão em "Better Living Through Chemistry", "The Lost Art of Keeping a Secret" e "Lightning Song"
- Fernando Pullum - trombone em "Quick and to the Pointless" e "I Think I Lost My Headache"
- Reggie Young – trombone em "I Think I Lost My Headache"
- Natasha Shneider - piano em "Who'll Be The Next In Line"
- Brendon McNichol - guitarra em "Who'll Be The Next In Line" e "Never Say Never"
- Rob Halford -  vocal de apoio em "Feel Good Hit of the Summer"
- Peter Stahl - vocal de apoio em "The Lost Art of Keeping a Secret", "Ode to Clarissa" e "Born to Hula"
- Nick Eldorado - vocal de apoio em "Feel Good Hit of the Summer" e "Quick and to the Pointless"
- Mike Johnson – vocal de apoio em "Leg of Lamb"
- Wendy Ray Moan – vocal de apoio em "Feel Good Hit of the Summer" e "Quick and to the Pointless"
- Niala Sennahaj - percussão em "Never Say Never"
- Marek - barulhos em "In The Fade"

### Técnicos de Produção
- Produção: Josh Homme e Chris Goss
- Mixagem: Josh Homme, Marek e Trina Shoemaker
- Engenharia de som: Bradley Cook, Trina Shoemaker e Martin Schmelzle
- Sequenciador: Martin Schmelzle
- Concepção de Arte: Josh Homme e Nick Oliveri
- Direção de Arte: Francesca Restrepo
- Assistente de Pré-Produção: Robert Brunner
- Técnico de Guitarra: Dan Druff